# Сан Марино (Сан Марино)
Вижте пояснителната страница за други значения на Сан Марино.
Сан Марино е столица и община на Република Сан Марино, разположена на Апенинския полуостров, на около 20 km от Адриатическо море.
Населението на града е 3997 души, а на цялата община е 4054 души според преброяване от 2020 година. Площта на целият замък е 7,09 km².

## География
Община Сан Марино граничи с 4 общини (на италиански: castelli, букв. замъци) на Сан Марино – Акуавива, Борго Маджоре, Фиорентино и Киезануова и италианската община Сан Лео.
В община Сан Марино има 8 населени места:
- Сан Марино (San Marino, администативен център)
- Ка Берлоне (Cà Berlone)
- Казоле (Casole)
- Канепа (Canepa)
- Кастеларо (Castellaro)
- Монталбо (Montalbo)
- Мурата (Murata)
- Санта Мустиола (Santa Mustiola)

Международната академия на науките на Сан Марино се намира в административния център на общината.

## История
Градът е основан от християнски каменоделец, наречен Свети Мариний на 3 септември 301 година. 
Той напуска родния си остров Раб (дн. Хърватия) през 297 година, за да работи като зидар в Римини. През 301 г. той и няколко християнски бежанци бягат и се скриват на върха на планината Титано, като е сигурно, че тази територия е била населявана още от праисторически времена. Там Мариний построява манастир и започва малка религиозна общност. Така поставя основите на Сан Марино.
Градът е защитаван от три кули. Първата, наречена Гуаита, е построена през XI век, като е имала репутация на непробиваема, което своеобразно е защитавало целият замък и е обезсърчавало атаките към него.
Поради напрежение на границата на замъка се налага да бъде построена втора кула в края на XI век – Честа. Налага се и направата на още една кула през XIII век, която е кръстена Монтале. Тя остава най-малка от трите и за разлика от другите две, които днес са отворени за посетители, тази не е.
С нарастване на населението на града, територията на страната става твърде малка, заради това тя се разраства с няколко квадратни километра. Понеже Сан Марино не води войни и не нахлува в други държави за присъединяване на нови територии, останалите 8 замъка биват получени чрез покупки и договори.

## Спорт
В град Сан Марино са основани три футболни отбора: СС Мурата, Тре Пене и Академия Сан Марино. 
Олимпийският огън преминава през града по време на подготовката за Зимните олимпийски игри през 2006 година.

## Побратимени градове
Побратимени градове на град Сан Марино са:
- Раб, Хърватия (от 1968 г.)[4]
- Сан Лео, Италия (от 1995 г.)[5]
- Нанкин, Китай (от 2021 г.)[6]